# Santo Antônio do Grama
Santo Antônio do Grama este un oraș în Minas Gerais (MG), Brazilia.